# Casper Klynge
Casper Klynge (* 27. Juni 1973 in Gentofte) ist ein dänischer Diplomat. Er war von 2013 bis 2014 der dänische Botschafter in Nikosia, von Juli 2014 bis 2017 Botschafter in Jakarta. Seit August 2017 ist er „Tech-Botschafter“ Dänemarks im Silicon Valley.

## Leben
Bei den Dänischen Streitkräften war Casper Klynge aktiv von 1992 bis 1994. Er besuchte danach das Gymnasium in Frederiksberg und studierte parallel von 1994 bis 1996 Sozial- und Politikwissenschaft an der Universität Roskilde. Von 1996 bis 2002 studierte er Politikwissenschaft und Internationale Beziehungen an der Universität Kopenhagen. Das Studium schloss er mit einem Master ab. Noch während seines Studiums unterrichtete er am Royal Danish Defence College in Kopenhagen.

## Diplomatischer Werdegang
Im dänischen Außenministerium war er 2002 Sektionsleiter der Abteilung für Russland, GUS, OSZE und den Westbalkan, danach 2003 Sektionsleiter von SitCen in Brüssel. Von 2003 bis 2006 war er politischer Berater im Ausschuss für ziviles Krisenmanagement (DGE IX) des Generalsekretariates des Rates der Europäischen Union. Von 2006 bis 2008 war er in Pristina Leiter des Planungsteams für die Rechtsstaatlichkeitsmission der Europäischen Union im Kosovo (EULEX Kosovo). Danach kehrte er in das dänische Außenministerium zurück und war von 2008 bis 2009 Leiter des Sekretariats der Afrikamission und dann bis 2010 stellvertretender Abteilungsleiter. Als stellvertretender Missionsleiter wurde er von 2010 bis 2012 in das dänische Wiederaufbauteam der NATO nach Laschkar Gah, Afghanistan entsandt. Zurück in Dänemark war er im Außenministerium zuerst für Afghanistan zuständig, dann in der Afrikaabteilung.
Seine erste Entsendung als Botschafter hatte er von August 2013 bis Juli 2014 als dänischer Botschafter in Zypern. Seit Juli 2014 war er Botschafter in Indonesien, dort mitakkreditiert für Osttimor (Timor-Leste, Akkreditierung am 17. Februar 2015), Papua-Neuguinea (seit Juli 2015) und den Verband Südostasiatischer Nationen (ASEAN). Im August 2017 folgte die Ernennung zum ersten „Tech-Botschafter“ der Welt. Er vertritt, mit Sitz in Palo Alto, Dänemark bei den großen Technologiekonzernen. Sein Nachfolger als Botschafter in Indonesien wurde Rasmus Abildgaard Kristensen.

## Auszeichnungen
- 2005: German Marshall Fund Memorial Fellowship

## Veröffentlichungen
- Kenneth Smith Hansen, Casper Klynge: EU og civil krisestyring. Dansk Udenrigspolitik Institut (DPU), Kopenhagen 2004.